# Ottaviano di Campofregoso
Ottaviano di Campofregoso (auch: Fregoso) (* 1470 in Genua; † 15. oder 16. Mai 1524 auf Ischia) war der 44. Doge der Republik von Genua. Zwischen 1515 und 1522 war er genuesischer Statthalter für König Franz I. von Frankreich.

## Biographie

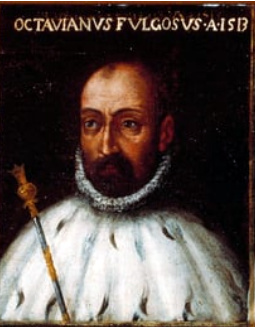
Ottaviano Fregoso (di Campofregoso), Porträt

Ottavianos Eltern waren Agostino Fregoso (1442–1486), Condottiere und Graf von Sant’Agata Feltria und Gentile di Montefeltro (1448–1529), außereheliche Tochter von Federico da Montefeltro. Er wurde in Genua geboren, verlebte allerdings einen Großteil seiner Jugend am Hof zu Urbino, wo er, wie seine Geschwister Federigo, Costanza († 1531, ⚭ Marcantonio Landi aus Piacenza, Graf von Compiano), Bettina († 1516, ⚭ Onorato I Grimaldi, Herr zu Boglio) und Margherita († 1541, ⚭ Matteo de Baschi aus Orvieto), eine klassische humanistische Ausbildung erhielt und u. a. mit Pietro Bembo und Baldassare Castiglione befreundet war, die ihm zeitlebens nahe standen.
Der Familientradition folgend schlug Ottaviano eine militärische Karriere ein. 1497 unternahm er mit Unterstützung des französischen Königs Karl VIII. einen ersten erfolglosen Versuch, die Sforza aus Genua zu vertreiben. In den Romagna-Feldzügen beteiligte er sich an der Verteidigung des Herzogtums seines Onkels Guidobaldo I. da Montefeltro gegen Cesare Borgia. 1506 wurde ihm von diesem die Herrschaft Sant'Agata Feltria übertragen, formell bestätigt 1513 durch Papst Leo X. Nach erfolglosen Anläufen in den Jahren 1507 und 1510, gelang es Ottaviano 1512, gemeinsam mit seinem Verwandten Giano Fregoso, für seine Familie die Herrschaft über Genua zurückzugewinnen und die ghibellinischen Gegenspieler, in erster Linie die Adorno, zu verdrängen. Nach einem kurzen Zwischenspiel in den Monaten Mai und Juni 1513 wurde Ottaviano am 20. Juni 1513 zum Dogen ernannt. Sein Doganat endete am 7. September 1515 mit der Anerkennung der Oberherrschaft von König Franz I. von Frankreich über Genua. Ab dem 20. November 1515 bekleidete Ottaviano das Amt des Governatore und konnte sich bis nach der Niederlage der Franzosen in der Schlacht bei Bicocca vom 27. April 1522 an der Macht halten.

## Regierungszeit 1513–1522
Unter seiner Regierung wurden in Genua wichtige öffentliche Bauwerke erstellt, namentlich die Modernisierung des Hafens und der Campanile der Kathedrale von Genua. Ottaviano war sehr darum bemüht, seine Machtstellung zu konsolidieren und gleichzeitig die politischen Verhältnisse zu stabilisieren. Insbesondere gegenüber seinen politischen Widersachern zeigte er sich versöhnlich und großmütig. Er verstand es, der Stadt Genua beträchtliche Autonomie zu bewahren und ihre wirtschaftlichen Interessen zu schützen. Mit der Wiederaufnahme der Herrschaftskriege um Mailand nach der Kaiserwahl von Karl V. gingen die ersten Bedrohungen für Genua aber wieder von innenpolitischen Gegenspielern aus. 1520 gelang es Ottaviano einen Staatsstreich von Alessandro Fregoso zu vereiteln Im folgenden Jahr, 1522, konnte ein von spanischen Infanteristen unterstützter Aufstand der Adorno-Fraktion niedergeschlagen werden. Der Fall Mailands im November 1521 verschärfte die Situation erneut. Nach der Niederlage der Franzosen bei Bicocca am 27. April 1522 wurde Genua von einer Seeblockade durch die kaiserlichen Armeen erfasst. Die Belagerung begann am 20. Mai 1522. Ende des Monats wurde Ottaviano vom Markgrafen von Pescara gefangen gesetzt und, in der Hoffnung auf Zahlung eines Lösegelds, nach Aversa in Kampanien, später nach Ischia deportiert. Auf Ischia verblieb er in Gefangenschaft bis zu seinem Tod Mitte Mai 1524. Es ist umstritten, ob er eines natürlichen Todes starb oder vergiftet wurde.

## Vermächtnis
Mit seiner auf Ausgleich und Konsens zielenden Politik war Ottaviano di Campofregoso ein wichtiger Wegbereiter für die tiefgreifenden Reform der genuesischen Staatsverfassung, die 1528 unter Andrea Doria  zur Etablierung einer Republik mit aristokratischer Verfassungsordnung führte. Niccolò Machiavelli und Francesco Guicciardini lobten ihn für seine herausragende politische Kompetenz und den Mut, eine vom Parteienhass erschütterte Stadt zu führen. Neben der Politik war Ottaviano in hohem Mass an Literatur, Wissenschaft und Kunst interessiert. Für B. Castiglione war er das Rollenmodell eines politisch engagierten und gleichzeitig hochkultivierten Hofmannes.
Erbe von Ottaviano di Campofregoso war sein unehelicher Sohn Aurelio († 1581 oder Anfang 1582), der mit Lucrezia Vitelli, Tochter des Niccolò II Vitelli (1496–1529) und der Gentilina della Stafa, verheiratet war. Lucrezia stammte aus der berühmt-berüchtigten umbrischen condottiere-Familie aus Città di Castello und war eine Kusine von Kardinal Vitellozzo Vitelli. Aurelio Fregoso betätigte sich als Söldnerführer in französischen und florentinischen Diensten. Die Herrschaft über Sant'Agata Feltria übten er und seine Nachkommen bis 1660 aus, als die Familie mit Aurelio II ausstarb.